# Vrå
Vrå (auch Vraa) [vʁɔ̝ː] ist ein im Norden Jütlands auf der Insel Vendsyssel-Thy gelegener dänischer Ort, einige Kilometer östlich von Løkken, der berühmt ist für die Kalkmalereien (Fresken) seiner Kirche. Der Ort befindet sich im Hinterland der Jammerbucht, welches als eine der jütischen Hochburgen gotischer Kalkmalerei galt. Vrå gehört seit der Kommunalreform 2007 zur Kommune Hjørring in der Region Nordjylland und hat 2615 Einwohner (Stand 1. Januar 2023). Davor war sie Bestandteil der Kommune Løkken-Vrå in Nordjyllands Amt.

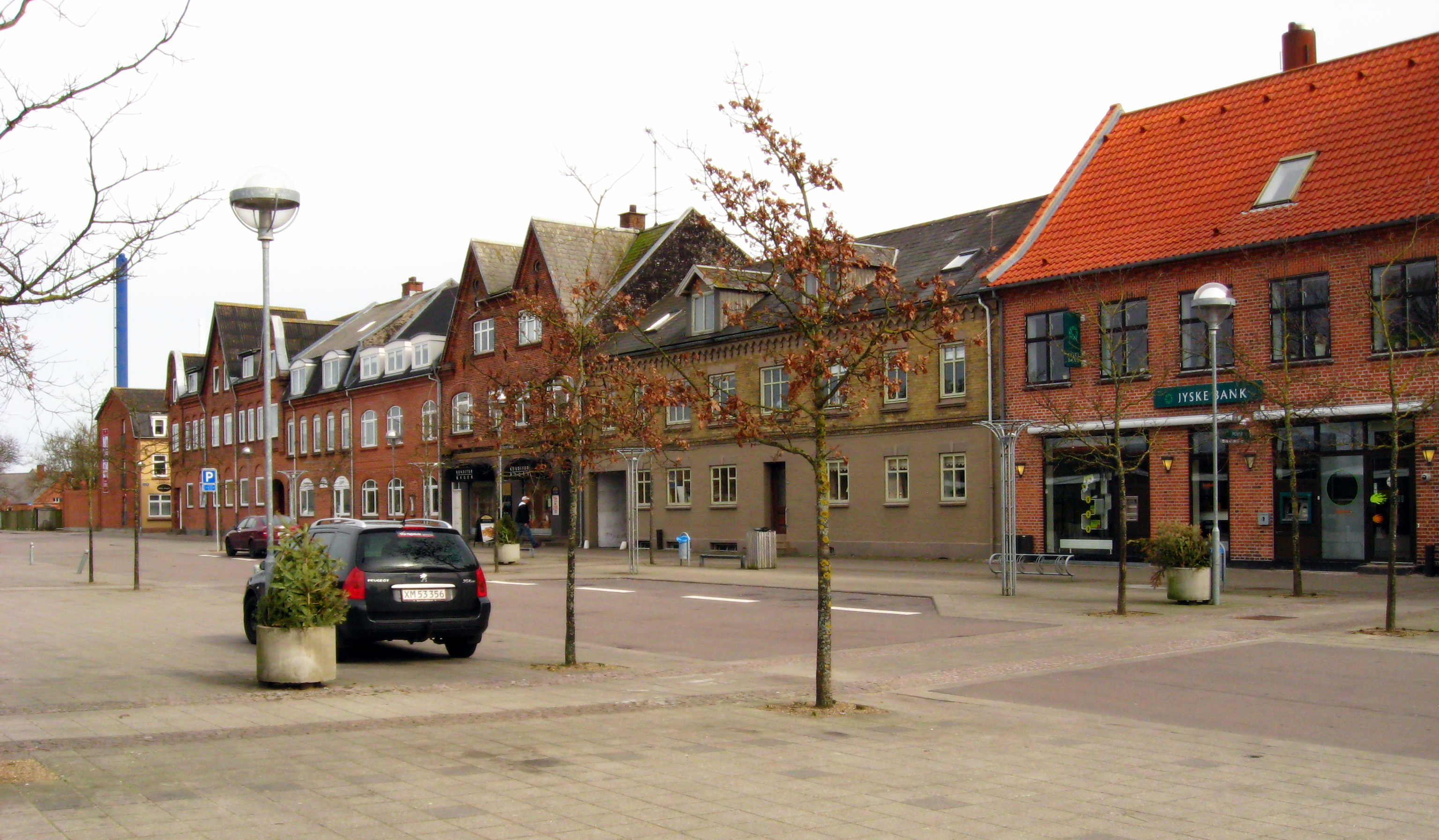
Vrå

## Gewölbemalerei in der Kirche von Vrå
In der Kirche von Vrå wurden die Deckengewölbe um 1510 bemalt. Im Chor spiegelt eine Szene etwas von Sitte und Moral der Zeit wider. Es handelt sich dabei um ein Gemälde, bei dem um die Seele eines soeben Verstorbenen gestritten wird.
Ein alter Mann liegt auf dem Sterbebett, vor ihm eine Frau mit einer Sterbekerze in der Hand. Gleich daneben verlustiert sich die junge Witwe mit ihrem Liebhaber – oder sind es Verwandte, die sich über sein Vermögen hermachen? – und beide wühlen schon mal in der geerbten Goldkiste herum. Eine weitere Person schüttet Wein aus einer Amphore. Seine als kleines Kind dargestellte Seele wird in den Himmel geführt, dabei jedoch von einem scheußlichen Teufel gehindert, der seinen langen Schwanz um seinen linken Unterschenkel geschlungen hat. Freilich ist der rettende Erzengel Michael auch schon mit gezücktem und weit ausholendem Schwert zur Stelle. 
Das Bild durchzieht ein Spruchband mit dem Text „Vordh thy ey adh han er døth, men vi hawe the guld sa rødh“ (Scher dich nicht drum, dass er tot ist, wir haben doch das Gold so rot), womit die Bemerkung wiedergegeben zu sein scheint, welche die hinter ihrem Liebhaber stehende Witwe diesem gerade zuflüstert.